# الفوج الأول (الجيش السوري الحر)
الفوج الأول هو جماعة مُسلحة تابعة للجيش السوري الحر تشكّلت في سوريا عام 2015 خلال الحرب الأهلية السورية.

## التاريخ
تشكّل الفوج الأول في 5 مارس (أذار) 2015 على أيدي مقاتلين سابقين في لواء التوحيد التابع للجيش السوري الحر، وانضم الفوج في البداية إلى الجبهة الشامية، قبل أن ينفصل عنها في مايو (أيار) 2015 ويُصبح جزءًا من الجيش السوري الحر.
كان الفوج الأول أحد الفصائل التي شكّلت غرفة عمليات أنصار الشريعة، والتي نشطت في حلب في 2 يوليو (تموز) 2015، قبل أن يُغادرها وينضم إلى غرفة عمليات فتح حلب. وفي أبريل (نيسان) 2016، انضم الفوج الأول إلى غرفة عمليات حوار كلس.
ينتمي الفوج الأول إلى التيّار الإسلامي حسبما أشار كل من جنيفر كافاريلا وجنيفيف كاساجراند المحللين في معهد دراسات الحرب. ووفقًا لتصريحات جنيفر كافاريلا وجنيفيف كاساجراند، فقد كان الفوج الأول يضمّ في صفوفه قرابة 1500 مقاتلًا في عام 2016. وقد ظلّ حاسم كنجو قائدًا للفوج الأول منذ بداية تشكيله في عام 2015 وحتى قُتل أثناء الاشتباكات التي وقعت في حي الشيخ سعيد في 17 نوفمبر (تشرين الثاني) 2016.

## التسليح والدعم
حظيت قوات الفوج الأول بدعم الولايات المتحدة الأمريكية وتركيا، وقد استفاد الفوج الأول منذ نهاية عام 2015 من صواريخ بي جي إم-71 تاو المضادة للدبابات التي سلمتها الولايات المتحدة الأمريكية لفصائل المعارضة السورية، كما استفاد من الأسلحة التي قدمتها تركيا لفصائل المعارضة.

## المعارك
نشط الفوج الأول في مدينة حلب ومنطقة شمال محافظة حلب، ومع هذا فقد كان يتدخل أيضًا من حين لآخر في الاشتباكات الدائرة في محافظة حماة. شارك الفوج الأول في معركة حلب وحصار نبل والزهراء ومعركة الباب، كما شارك أيضًا إلى جانب الجيش التركي في عملية درع الفرات بدءًا من 23 أغسطس (آب) 2016.